# Felicitas Goodman

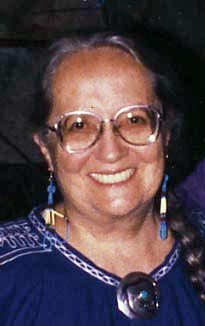

Felicitas D. Goodman z d. Daniels (ur. 30 stycznia 1914 w Budapeszcie, zm. 30 marca 2005 w Columbus) – węgierska profesor antropologii kultury, religioznawca, językoznawca.
Urodziła się w Budapeszcie na Węgrzech, jej rodzice pochodzili z Niemiec. Ucząc się w Niemczech poznała męża, Glena Goodmana, z którym wyjechała i osiedliła się w USA.
Prowadziła transkulturowe badania nad doświadczeniami religijnymi i mistycznymi, w tym nad glosolalią, opętaniem, szamanizmem. W latach 1968–1979 pracowała jako profesor lingwistyki i antropologii na Denison University w Ohio. W 1980 roku założyła w Nowym Meksyku własny instytut do badań nad doświadczeniami religijnymi. Interesowała się przypadkiem Anneliese Michel i przeprowadziła badania naukowe nad nim.
F.D. Goodman została ochrzczona w Kościele ewangelickim.